# Brzeczka (województwo kujawsko-pomorskie)
Brzeczka – osada w Polsce położona w województwie kujawsko-pomorskim, w powiecie toruńskim, w gminie Wielka Nieszawka, na południe od byłego poligonu artyleryjskiego. Jest miejscowością o luźnej i rozrzuconej zabudowie.
W latach 1975–1998 miejscowość administracyjnie należała do województwa toruńskiego.